# Gonomyia (Leiponeura) mundewudda
Gonomyia (Leiponeura) mundewudda is een tweevleugelige uit de familie steltmuggen (Limoniidae). De soort komt voor in het Australaziatisch gebied.